# Softwarové pirátství
Softwarové pirátství je zvláštní případ porušování autorských práv. 
Autorské právo je termín pro užití děl chráněných autorským právem bez povolení k užití, k němuž je takové povolení vyžadováno. Tímto jsou porušena určitá výlučná práva udělená držiteli autorských práv, jako je právo na rozmnožování, šíření, vystavování nebo předvádění chráněného díla nebo právo na vytváření odvozených děl. Držitelem autorských práv je obvykle autor díla nebo vydavatel či jiný podnik, kterému byla autorská práva postoupena. Držitelé autorských práv běžně využívají právní a technologická opatření jak k prevenci, tak k postihu porušování autorských práv. Spory o porušování autorských práv se obvykle řeší přímým jednáním, procesem oznámení a stažení chráněných děl nebo soudním sporem u občanskoprávního soudu.
Závažná nebo rozsáhlá komerční porušení, zejména pokud zahrnují padělání, jsou někdy stíhána prostřednictvím systému trestního soudnictví. Měnící se očekávání veřejnosti, pokrok v digitálních technologiích a rostoucí dosah internetu vedly k tak rozsáhlému a anonymnímu porušování autorských práv, že odvětví závislá na autorském právu se nyní méně zaměřují na stíhání těch jednotlivců, kteří vyhledávají a sdílejí obsah chráněný autorským právem online . Také se více zaměřují na rozšíření ochrany autorského práva tak, aby jako nepřímí porušovatelé byli uznáni, a proto potrestáni nově i poskytovatelé služeb a distributoři softwaru, kteří údajně usnadňují a podporují jednotlivé činy porušování autorských práv jinými osobami.
Odhady skutečného ekonomického dopadu porušování autorských práv se značně liší a závisí na řadě faktorů. Nicméně držitelé autorských práv, zástupci průmyslu a zákonodárci již dlouho označují porušování autorských práv za pirátství nebo krádež - což je výraz, který některé americké soudy nyní považují za pejorativní nebo jinak sporný. 